# Basilica di Notre-Dame de Bonsecours

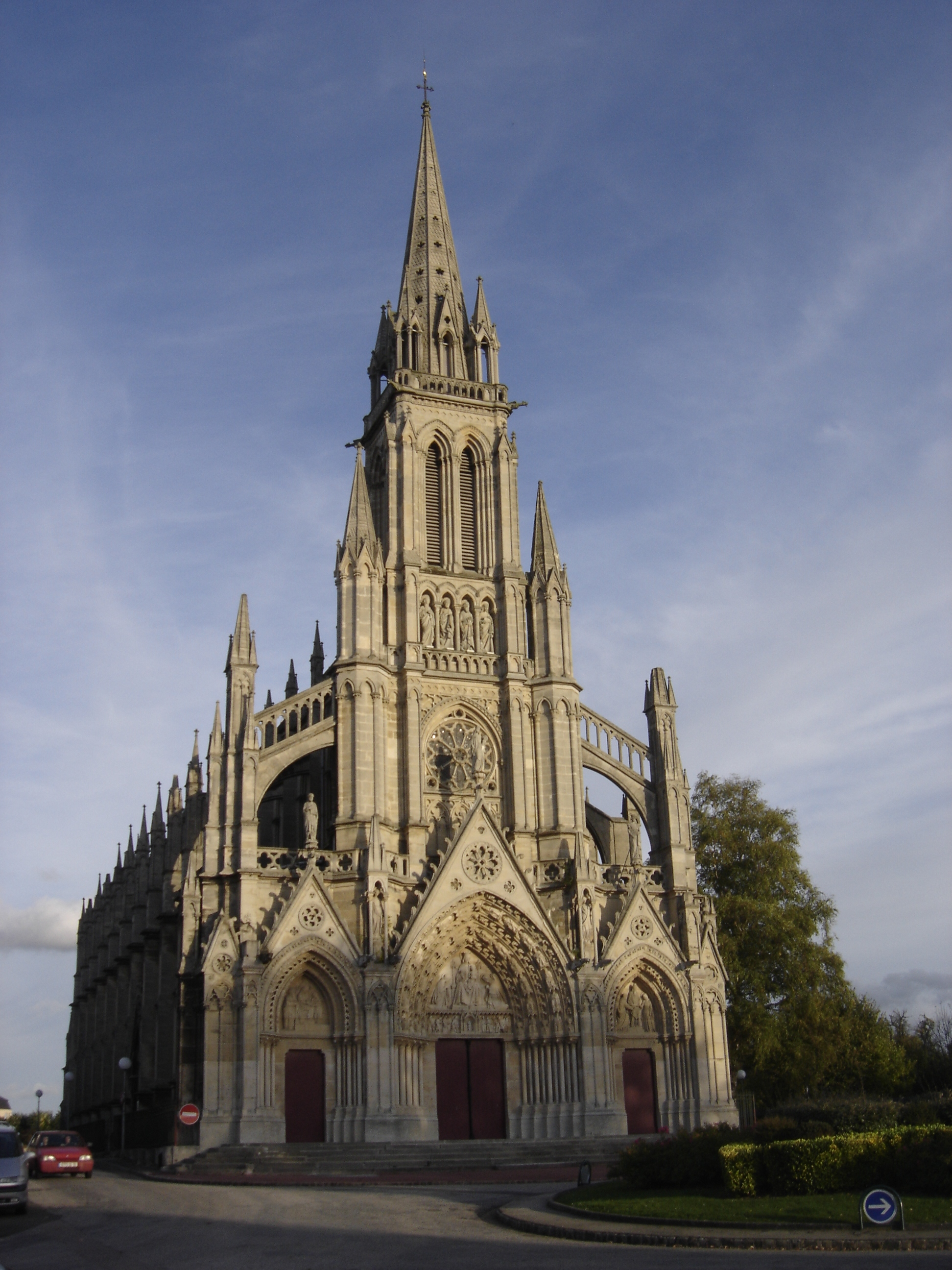
Gran facciata della basilica di Notre-Dame de Bonsecours.

La basilica di Notre-Dame de Bonsecours è una basilica cattolica che si trova nella comune di Bonsecours nei dintorni della città francese di Rouen in Normandia.